# Najveći uspjesi 2 (Meri Cetinić)
Najveći uspjesi 2 kompilacijski je album splitske glazbenice Meri Cetinić, kojeg 1992. godine objavljuje diskografska kuća Crotia Records.

## Popis pjesama
1. "Gorka rijeka" (duet s Tomislavom Ivčićem)
2. "Ne sudite mi noćas"
3. "Dome moj"
4. "Jubav si moja zauvik"
5. "Evo, cvate ružmarin"
6. "Ti si moja rođena"
7. "Ako je život pjesma"
8. "Konoba" (duet s Tedijem Spalatom)
9. "Bila sam ti puno draga"
10. "Potraži me u predgrađu"

## Vanjske poveznice
- Album na stranicama Meri Cetinić